# اچ‌اس‌بی‌سی آرنا
اچ‌اس‌بی‌سی آرنا (انگلیسی: HSBC Arena) یک سالن ورزشی سرپوشیده چند منظوره در ریودو ژانیرو، برزیل است.
این ورزشگاه میزبان مسابقات بسکتبال و ژیمناستیک بازی‌های پان آمریکن ۲۰۰۷ بوده، همچنین مسابقات ژیمناستیک بازی‌های المپیک تابستانی ۲۰۱۶ در این سالن برگزار می‌شود. ظرفیت اچ‌اس‌بی‌سی آرنا ۱۴٬۹۸۱ است.